# Александра Александровна
Александра Александровна (18 (30) августа 1842, Царское Село — 16 (28) июня 1849, Санкт-Петербург) — российская великая княжна, первый ребёнок и первая дочь цесаревича Александра Николаевича и его супруги Марии Александровны, внучка Николая I.

## Биография
Александра родилась 18 (30) августа 1842 года и была первым ребёнком великокняжеской четы. Камер-юнгфера Марии Александровны А. И. Яковлева, урождённая Утермарк, писала:
Наконец настал день родин. Государь Николай Павлович был с утра у великой княгини, позднее приехала императрица. Когда акушер мог с достоверностью определить близость родов, государь ушёл в Екатерининскую спальню, где на столе был приготовлен образ и теплящаяся лампадка. Тут Николай Павлович на коленях усердно молился о благополучном разрешении.
На следующий день двор поздравлял великую княгиню, «новорожденная лежала в корзинке, обтянутой зелёной тафтой, корзинка стояла на постели возле великой княгини». На девятый день великую княжну переместили в приготовленные для неё комнаты. Мария Александровна выразила желание кормить ребёнка самой, но император воспротивился этому.
30 августа в Царскосельской церкви состоялись крестины.
В назначенный час статс-дама графиня Салтыкова пришла принять ребёнка. Она была в русском платье, в кокошнике с нашитыми на нём бриллиантами и перекрытым фатой. На руках у неё была парчовая подушка, на которую положили новорожденную, перекрыли парчовым покрывалом, прикреплённым на плечах и груди графини. Подушку и покрывало поддерживали двое знатных придворных.
Александра Александровна скоропостижно скончалась от менингита 16 (28) июня 1849 года, не дожив до 7 лет. После её смерти никто в императорской фамилии не называл дочерей Александрой, так как все княжны с таким именем скоропостижно умирали, не дожив до 20 лет. Похоронена в Петропавловском соборе.